# José Ribeiro Barbosa
José Ribeiro Barbosa OC, OA, CG, CE (Joane, Vila Nova de Famalicão, 29 de janeiro de 1887 – Braga, 12 de fevereiro de 1930 (43 anos)). Capitão de Infantaria e Governador Civil do Distrito de Braga (26 de Junho de 1926 – 18 de Abril de 1929)

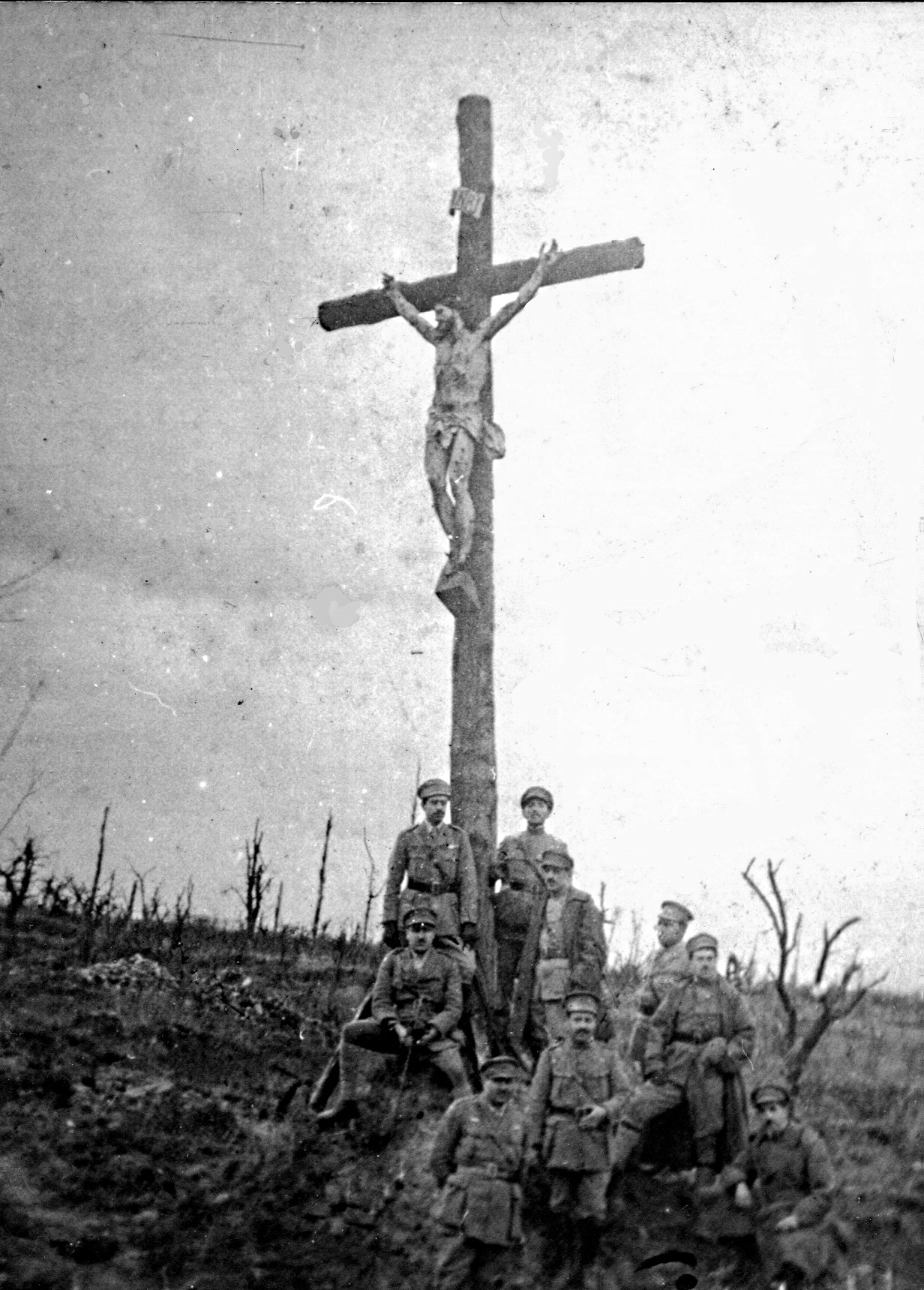
O cap. José Ribeiro Barbosa com um grupo de oficiais junto ao Cristo das Trincheiras em Neuve-Chapelle

## Biografia
Nascido em Joane, Vila Nova de Famalicão, filho de José Ribeiro Barbosa e de Francisca Ferreira Salgado de Faria, oriundo de uma família de industriais do sector têxtil.
Casou com Maria da Luz Braga Ramalhete (31 de Janeiro de 1893 – 27 de Fevereiro de 1976).
Entrou para a Escola do Exército em 1906. Alferes em 1911, tenente em 1913 e capitão em 1917.
Após uma comissão de serviço na Guiné (1914-1916), partiu para França a 22 de Abril de 1917, fazendo parte do Corpo Expedicionário Português - CEP, incorporado no 1.º Batalhão de Infantaria n.º 29 de Braga. Foi Director da Escola de Esgrima de Baioneta e cursou na Escola de Granadeiros e Metralhadoras Ligeiras. Na 3.ª Companhia de Infantaria n.º 29 guarneceu a 1.ª linha e tomou parte na defesa do sector de Boutillerie (Fleurbaix) no ataque alemão em que o Batalhão repeliu o inimigo e fez prisioneiros. Colocado no Estado Maior da Arma, comandou a 1.ª Companhia de Infantaria no combate do sector de Ferme de Bois (Richebourg) e comandando a mesma Companhia dirigiu a defesa do sector de Ferme de Bois II, sendo o inimigo repelido com grandes perdas. Comandou a 2.ª Companhia do Grupo de Ciclistas na Batalha de La Lys em 9 de Abril de 1918. A 5 de Junho de 1919, embarcou para Portugal no navio Inglês “Northwestern Miller”.
Condecorado com a Cruz de Guerra, Medalha da Vitória, Medalha Comemorativa da Campanha de França “Legenda 1917-1918”, Cruz Vermelha de Dedicação, Medalha de Agradecimento da Cruz Vermelha Portuguesa, Medalha de Prata da Classe de Comportamento Exemplar.
Colocado no Batalhão de Caçadores n.º 9 de Braga, recebe um louvor pela lealdade de que sempre deu provas e pela inteligência que sempre revelou no desempenho das funções a seu cargo, sendo-lhe atribuído o grau de Oficial da Ordem Militar de Avis.
Por ter apoiado o Movimento de 28 de Maio de 1926 foi nomeado Governador Civil de Braga, cargo que desempenhou durante 3 anos. Foi-lhe atribuído o grau de Cavaleiro da Ordem Militar de Cristo.
Faleceu em Braga em 1930 com apenas 43 anos.